# Vilsandi Nationalpark
Vilsandi National Park (estisk: Vilsandi rahvuspark) er en nationalpark i Saaremaa Amt i Estland. Den omfatter en del af øen Vilsandi, et antal mindre øer, tilstødende dele af det vestlige Øsel og Harilaid-halvøen på Øsel, alle i Kihelkonna sogn og Lääne-Saare sogn.
Parken var oprindeligt et fuglereservat, der blev grundlagt i 1910, og den blev oprettet som nationalpark i 1957 og som Ramsarområde i 1997.
Det er et meget følsomt økosystem på grundfølsomt økosystem på grund af at mange trækfugle yngler og raster der. Det er bl.a. bramgæs og stellersand, men der er registreret over 247 fuglearter, hvoraf de mest almindelige er edderfugle. En tredjedel af alle beskyttede plantearter i Estland findes også i nationalparken. Jagt er absolut forbudt. Denne park er et populært turistmål for både estere og udenlandske besøgende, især fra Finland .